# Phoenix Automotive Developments
Phoenix Automotive Developments ist ein britischer Hersteller von Automobilen.

## Unternehmensgeschichte
Rob Hancock, der zuvor für RJH Panels & Sportscars tätig war, gründete 2011 das Unternehmen in South Brent in der Grafschaft Devon. Er begann mit der Produktion von Automobilen und Kits. Die Markennamen lauten Flint und Mirach.
Im Mai 2017 wurde Quantum Sports Cars übernommen.

## Fahrzeuge

### Mirach
2011 übernahm das Unternehmen dieses Modells von RJH Panels & Sportscars und setzt seitdem die Produktion fort. Es ist ein offener Zweisitzer. Von diesem Modell entstanden bisher etwa 21 Fahrzeuge, verteilt auf die verschiedenen Hersteller.

### Flint
Dieses Coupé ähnelt dem Lotus Elite. Der Autor Steve Hole nennt den Namen Flint. Es gibt eine Nachbildung. Das Unternehmen selbst schreibt auf seiner Internetseite Restaurierung. Seit 2011 entstanden etwa zwei Exemplare.